# Джуди Блум навсегда
Джуди Блум навсегда (англ. Judy Blume Forever) — американский документальный фильм 2023 года о писательнице Джуди Блум, снятый Давиной Пардо и Лией Волчок. Премьера фильма состоялась на кинофестивале «Сандэнс» в 2023 году, а премьера на Prime Video произошла 21 апреля 2023 года.

## Краткое содержание
Документальный фильм рассказывает о жизни, карьере и наследии Джуди Блум, в том числе о том, как она столкнулась с запретом некоторых своих книг, а также о текущем состоянии свободы слова в Соединённых Штатах. В книге описывается её путь от детства в Нью-Джерси к жизни домохозяйки в пригороде и до того, как она стала известной писательницей произведений для молодёжи. В фильм вошли новые интервью с Блум, а также выступления в прошлых ток-шоу, архивные фотографии и свидетельства о влиянии Блум от актрис Лины Данэм, Молли Рингуолд и Анны Конкл, комедиантки Саманты Би, писательниц Мэри Х. К. Чой и Жаклин Вудсон, двух детей Блум и взрослых женщин, которые переписывались с Блум, когда были подростками. 

## Производство
Во время поездки с мужем и детьми Давина Пардо прослушала аудиоверсию романа Джуди Блум для молодёжи «Рассказы о четвёртом классе ничего» и заинтересовалась жизнью Блум. Когда в июне 2018 года режиссёры Пардо и Лия Волчок обратились к Блум с предложением стать героиней документального фильма, она поначалу колебалась. В феврале 2020 года она согласилась, но съёмки были отложены из-за пандемии COVID-19. 

## Релиз
Премьера фильма состоялась на кинофестивале «Сандэнс» 21 января 2023 года. Премьера на Prime Video произошла 21 апреля 2023 года.

## Критика
На сайте-агрегаторе рецензий Rotten Tomatoes 95% из 59 рецензий критиков положительные, средняя оценка составляет 7,8/10. Консенсус сайта гласит: «Занимательный взгляд на карьеру влиятельного автора, «Джуди Блум навсегда» с любовью рассматривает её литературное наследие в контексте». Metacritic, использующий средневзвешенный показатель, присвоил фильму оценку 79 из 100 на основе 16 рецензий, что означает «в целом положительные» отзывы.
Кейт Эрбланд из Indiewire дала фильму оценку B+, написав, что он представляет собой «поучительный и глубокий обзор всего, что связано с Джуди». Гай Лодж из Variety назвал фильм «живым, трогательным документальным трибьютом», в котором «ностальгия по этому чувству творческого открытия уравновешивается современным исследованием непреходящей популярности, резонанса и спорности Блум». Тим Грирсон из Screen Daily назвал Блум «весёлым товарищем», которая «производит впечатление тёплого и щедрого человека».